# Casa Belvís
La Casa Belvís, o Torre de Can Matas, és un edifici de Sant Andreu de Llavaneres (Maresme) inclòs a l'Inventari del Patrimoni Arquitectònic de Catalunya. Juntament amb la veïna Casa Flores formen les anomenades Torres Bessones del carrer Clòsens.

## Descripció
Es tracta d'una torre aïllada amb un jardí al voltant. Consta de planta baixa i primer pis; a la part central hi ha unes petites golfes que sobresurten de la teulada. La coberta és a quatre vessants. A la planta baixa hi ha un porxo semicircular que al primer pis fa de balcó. La decoració de la façana és a base de pedra i fusta. La casa està rematada amb un petit ràfec que sobresurt de la teulada.

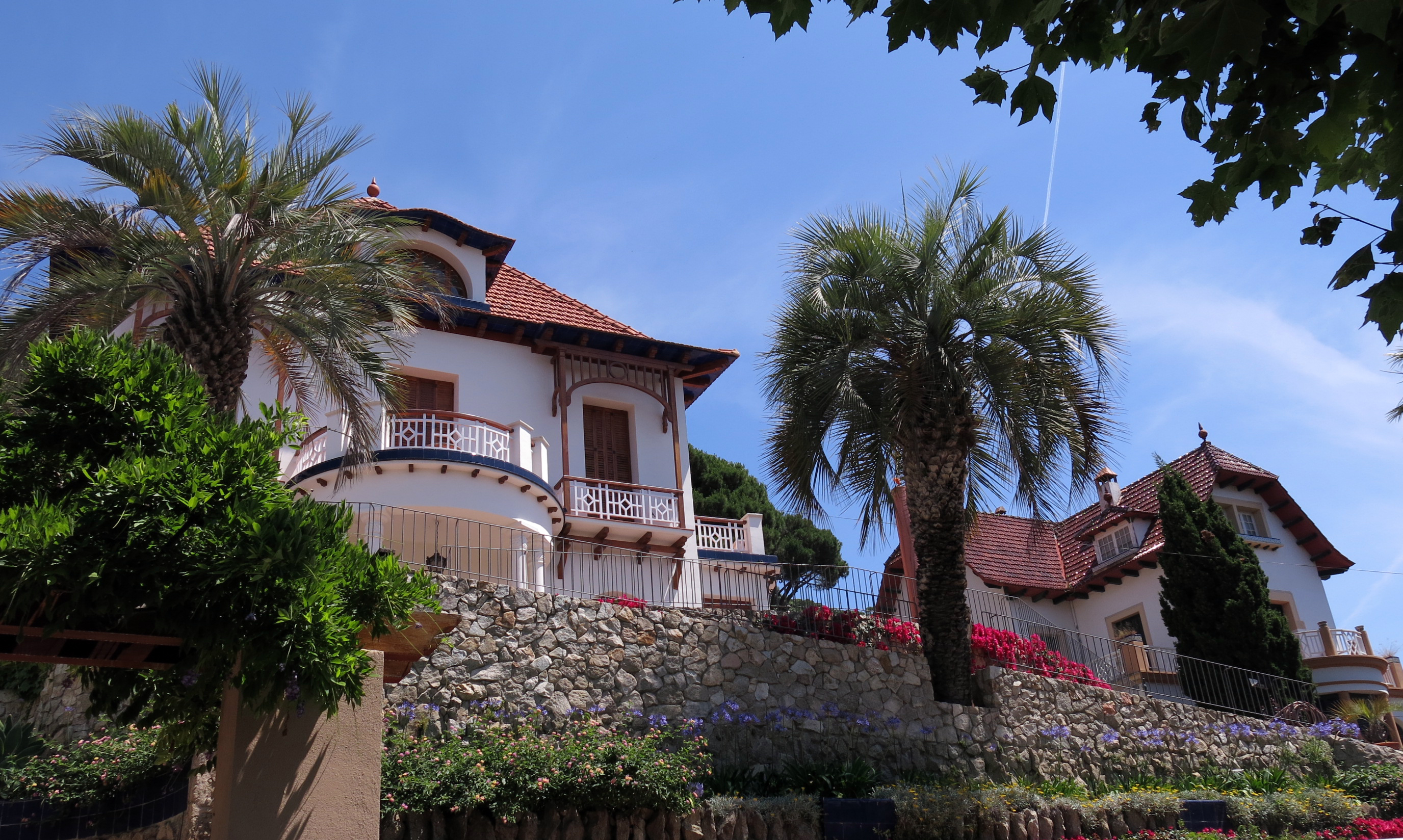
Les Torres Bessones, amb la Casa Belvís a l'esquerra

## Història
Aquesta torre, junt amb la del seu costat, pertanyia a la família Matas, per això tant l'una com l'altra sovint són conegudes com la Torre Matas.